# Камберленд, Ричард (драматург)
Ри́чард Ка́мберленд (Richard Cumberland; 19 февраля 1732—7 мая 1811) — английский драматург и эссеист, внук философа Ричарда Камберленда.
В своих «Memoirs» Камберленд упоминает о множестве работ по истории литературы и по эстетике, но известен он, главным образом, многочисленными комедиями сентиментального жанра, господствовавшего до Гольдсмита и Шеридана и отличавшегося морализированием и риторичностью. Любимая тема его комедий — изображение угнетенной добродетели, вознаграждаемой в V-м акте за все свои бедствования. Лучшие из них: «The brothers», «The Westindian», «The wheel of fortune», «The Jew», «The fashionable lover».